# Kriegsgefangenenlager Ōfuna
Das Kriegsgefangenenlager Ōfuna (jap. 大船捕虜収容所, Ōfuna Furyoshūyōjo bzw. 横須賀海軍警備隊植木分遣隊, Yokosuka Kaigun Keibitai Ueki Bunkentai, dt. „Detachement Ueki der Marine-Schutztruppe Yokosuka“) war im Zweiten Weltkrieg ein japanisches Kriegsgefangenenlager einen Kilometer nordwestlich des Bahnhofs von Ōfuna (heute: Kamakura) im Ortsteil Ueki in der Präfektur Kanagawa.
Es war von der Kaiserlich Japanischen Marine in einer Schule eingerichtet worden und wurde am 7. April 1942 eröffnet. Laut Berichten kam es im Lager zu Hungersnöten, Folter und unnatürlichen Todesfällen. Insgesamt starben sechs Kriegsgefangene. Am 21. August 1945 wurden 126 amerikanische und neun britische Soldaten befreit. Zu den Gefangenen dieses Lagers gehörten die Amerikaner Richard O’Kane, Louis Zamperini und Gregory Boyington.
Später dienten die Gebäude als Kindergarten bis zum Abriss 1969.
Das Lager ist Handlungsort des Spielfilms Unbroken von Angelina Jolie.